# Dejan Bizjak
Dejan Bizjak, slovenski vojak, * 4. oktober 1974, † 1. avgust 1993, Rakek.
Bizjak je zadnja žrtev slovenske osamosvojitvene vojne, saj je med stražarsko dolžnostjo sprožil protipehotno mino, ki jih je nastavila JLA in umrl za posledicami ran.

## Odlikovanja in priznanja
- častni vojni znak (3. avgust 1993; posmrtno)